# Terry Callier

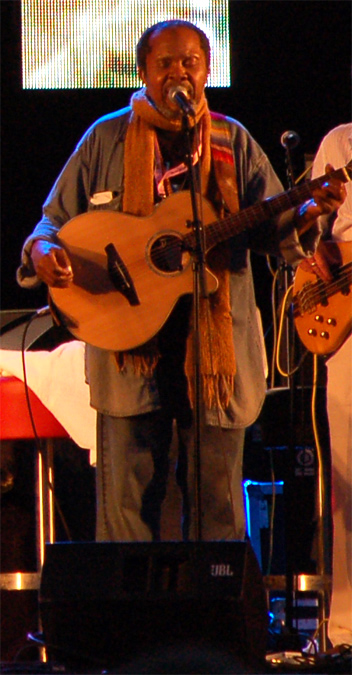
Terry Callier auf dem Flow Festival in Helsinki (2007)

Terry Callier (* 24. Mai 1945 in Chicago, Illinois; † 27. Oktober 2012) war ein US-amerikanischer Jazz-, Soul- und Folk-Gitarrist, Sänger und Komponist.

## Karriere
Callier, ein Kindheitsfreund von Curtis Mayfield, machte bereits Anfang der 1960er Jahre Aufnahmen, erlangte aber trotz regionaler Erfolge keine Berühmtheit. Insbesondere seine drei Alben für das Label Cadet, Occasional Rain, What Color Is Love (1972) und I Just Can’t Help Myself (1973), erhielten sehr gute Kritiken und verschafften ihm eine ergebene Anhängerschaft, ein größerer kommerzieller Durchbruch blieb Callier allerdings verwehrt. Zum Ende des Jahrzehnts wechselte er für zwei Alben zu Elektra. Sein Sound wurde kommerzieller, unter anderem übernahm er Disco-Elemente in seine Musik. 1982 entstand für das kleine Label Erect die ebenfalls discolastige Single I Don’t Want to See Myself (Without You), die allerdings kaum zur Kenntnis genommen wurde.
Aufgrund mangelnden kommerziellen Erfolgs nahm er Anfang der 1980er Jahre einen Job als Programmierer an der Universität von Chicago an. Er wurde jedoch wieder bekannter, nachdem ein englischer DJ anfing, in den frühen 1990er Jahren seine alten Aufnahmen in Großbritannien zu spielen. Der Leiter von Acid Jazz Records, Eddie Pillar, wurde so auf ihn aufmerksam und brachte ihn dazu, regelmäßig während seines Urlaubs in englischen Clubs aufzutreten.
In den späten 1990er Jahren begann sein Comeback und er nahm wieder Alben auf. Es folgte eine Platte mit Beth Orton und 1998 erschien sein Werk Timepeace, welches den Time for Peace Award der Vereinten Nationen für „herausragende künstlerische Leistung“ gewann. Seine plötzliche Berühmtheit führte auch dazu, dass er an der Universität entlassen wurde, die bis dahin nichts von seinem Leben als Musiker gewusst hatte. Seitdem erschienen in regelmäßigen Abständen neue CDs von Callier, zuletzt 2009 das Album Hidden Conversations.
Er starb im Oktober 2012 nach langer schwerer Krankheit im Alter von 67 Jahren.

## Diskografie
- The New Folk Sound of Terry Callier (1964)
- Occasional Rain (1972)
- What Color Is Love (1972)
- I Just Can’t Help Myself (1973)
- Fire On Ice (1978)
- Turn You To Love (1979)
- TC in DC (recorded live in Washington D.C. 1982) (1996)
- Timepeace (1998) #92 UK
- Lifetime (1999) #96 UK
- Live at Mother Blues (1964) (2000)
- Alive With Terry Callier (2001)
- Speak Your Peace (2002) #156 UK
- Total Recall (remixes) (2003)
- Lookin' Out (2004)
- The Best Of Terry Callier on Cadet (1991)
- Essential – The Very Best Of Terry Callier (1998) #193 UK
- First Light (1998)
- As We Travel (Harmless Records Compilation) (2002)
- Life Lessons (40 Years and Running, Doppel-CD) (2006)
- Welcome Home (Live) (2008)
- Hidden Conversations (2009)

## DVD
- Terry Callier – Live in Berlin  (Universal Music 2005) Prod.: Modzilla Films/ Beatrice Tillmann

## Aufnahmen als Sänger
- Beth Orton – Central Reservation (1999)
- 4 Hero – The Day Of The Greys (2001)
- Koop – Waltz for Koop (2001)
- Kyoto Jazz Massive – Deep in Your Mind (2002)
- Jean-Jacques Milteau – Blue 3rd (2003)
- Ian Pooley – Hotel Boogie (2004)
- Nujabes – Modal Soul (2005)
- HardKandy – Advice (2006)
- Massive Attack – Live With Me (2006)
- The Juju Orchestra -"What Is Hip?" (2007)